# Néstor Rego
Néstor Rego Candamil (Vicedo, Lugo; 2 de abril de 1962) es un profesor y político español perteneciente al Bloque Nacionalista Galego (BNG), actual secretario general de la Unión do Povo Galego y diputado por la circunscripción de La Coruña en la xiv legislatura del Congreso de los Diputados.

## Biografía
Rego es licenciado en Geografía e Historia y profesor de Lengua y Literatura gallegas, trabajando como tal en el IES Antón Losada Diéguez de La Estrada (Pontevedra). Se unió a los Estudantes Revolucionarios Galegos (ERGA) en 1977, siendo uno de los fundadores de los Comités de Facultad Abierta (CAF). Se unió al Bloque Nacionalista Galego como representante de ERGA en 1982. 
En 1995 fue elegido concejal del BNG en el Ayuntamiento de Santiago de Compostela, y en 1999 se unió al gobierno municipal, asumiendo la cartera municipal de Medio Ambiente y Servicios. En las elecciones municipales de 2003 encabezó la candidatura del BNG a la alcaldía de la capital gallega. Gracias a un pacto del gobierno con el PSdeG-PSOE, fue teniente de alcalde y concejal de Cultura, cargos que mantuvo hasta su dimisión en 2008. 
En junio de 2012 fue elegido Secretario General de la Unión do Povo Galego (UPG), en sustitución de Francisco Rodríguez Sánchez. En 2016 fue elegido miembro del Ejecutivo de BNG.
Ligado a su carrera política, también fue profesor del IES Antón Fraguas Fraguas de Santiago de Compostela.
En 2019 fue elegido para encabezar la candidatura de BNG en la provincia de La Coruña para las elecciones generales de abril de 2019, sin obtener escaño. Seis meses después, fue reelegido para las elecciones generales de noviembre, en las que logró salir diputado, siendo el único miembro del BNG, inscrito al Grupo Mixto, que regresaba a la cámara baja tras 4 años de ausencia.